# Van Damme (stokerij)

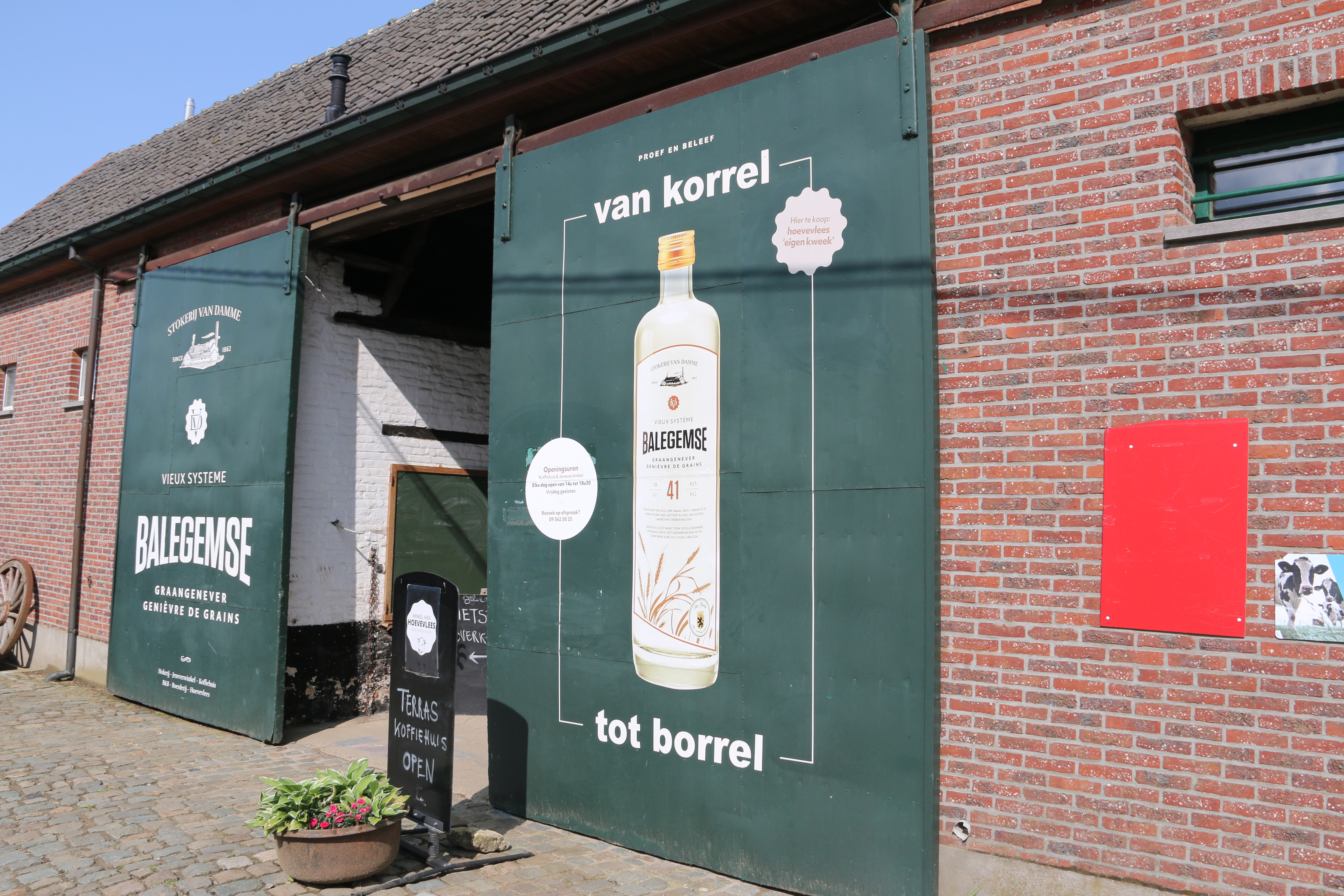
Vierkantshoeve Van Damme

De jeneverstokerij Van Damme is een landbouwdistilleerderij in het gehucht Issegem van Balegem, een deelgemeente van Oosterzele in de Belgische provincie Oost-Vlaanderen. 

## Geschiedenis
Het bedrijf werd door de familie Van Damme opgericht in 1862 door Henri De Backer. Bij zijn overlijden in 1885 werden de onroerende goederen verdeeld over de drie kinderen. Zijn dochter Sidonie erfde de stokerij. Haar man Gustaaf Van Damme gaf zijn naam aan het bedrijf. 
In 1929 neemt zoon Henri over en hij plaatst een graanzuiveringsinstallatie. Na zijn dood nemen broer Odilon en zijn zussen (Maria, Gabrielle en Marguerite) over. Maria huwt met Raphael Ghijs en hun dochter Celine Ghijs trouwt in 1958 met André van Hecke. Zij zetten de zaak verder. Ludo Lampaert, een neef van de familie Van Damme, werkte sinds de jaren '80 in de stokerij. In 1993, na het overlijden van André nemen Ludo en zijn echtgenote Dominique het bedrijf over. In 2019 komt Ludo onverwachts te overlijden en wordt de fakkel doorgegeven aan de drie dochters Sophie, Eva en Ilse.
Van Damme is de enige overgebleven landbouwstokerij in de Benelux. Dit wil zeggen dat ze hun eigen graan telen voor de productie van de jenever. De molenstenen voor het malen van het graan (vooral rogge, in mindere mate tarwe) worden aangedreven door een stoommachine met stookketel (hout en kolen).
Heeft men in de zomer aandacht voor de boerderij, in de winter wordt er van december tot april jenever gestookt. De hoeve, graanzolder, maalderij en stoommachine dateren van 1898 en zijn nog steeds in gebruik. Sinds 2009 is de stokerij een beschermd monument.
Een vleugel van de geklasseerde vierkantshoeve is in gebruik voor het bieden van logies en ontbijt.
Aan de hoeve start de bewegwijzerde (H)Ettingenwandelroute langs het Ettingebos.

## Producten
In de volksmond en op de eigen etiketten worden de producten Balegemse genoemd. Ze geniet geografische naambescherming. Het bedrijf teelt zelf de granen en produceert daarmee graanjenever van 31°, 41° en 54°, citroen- en kriekenjenever van 20°, advocaat van 15° en graanjenever- en advocaatpralines.
De producten van de stokerij worden ter plaatse verkocht in een kleine winkel achter in een voormalige koeienstal. De rest van deze ruimte wordt onder meer gebruikt voor recepties met jeneverdegustatie.

## Galerij

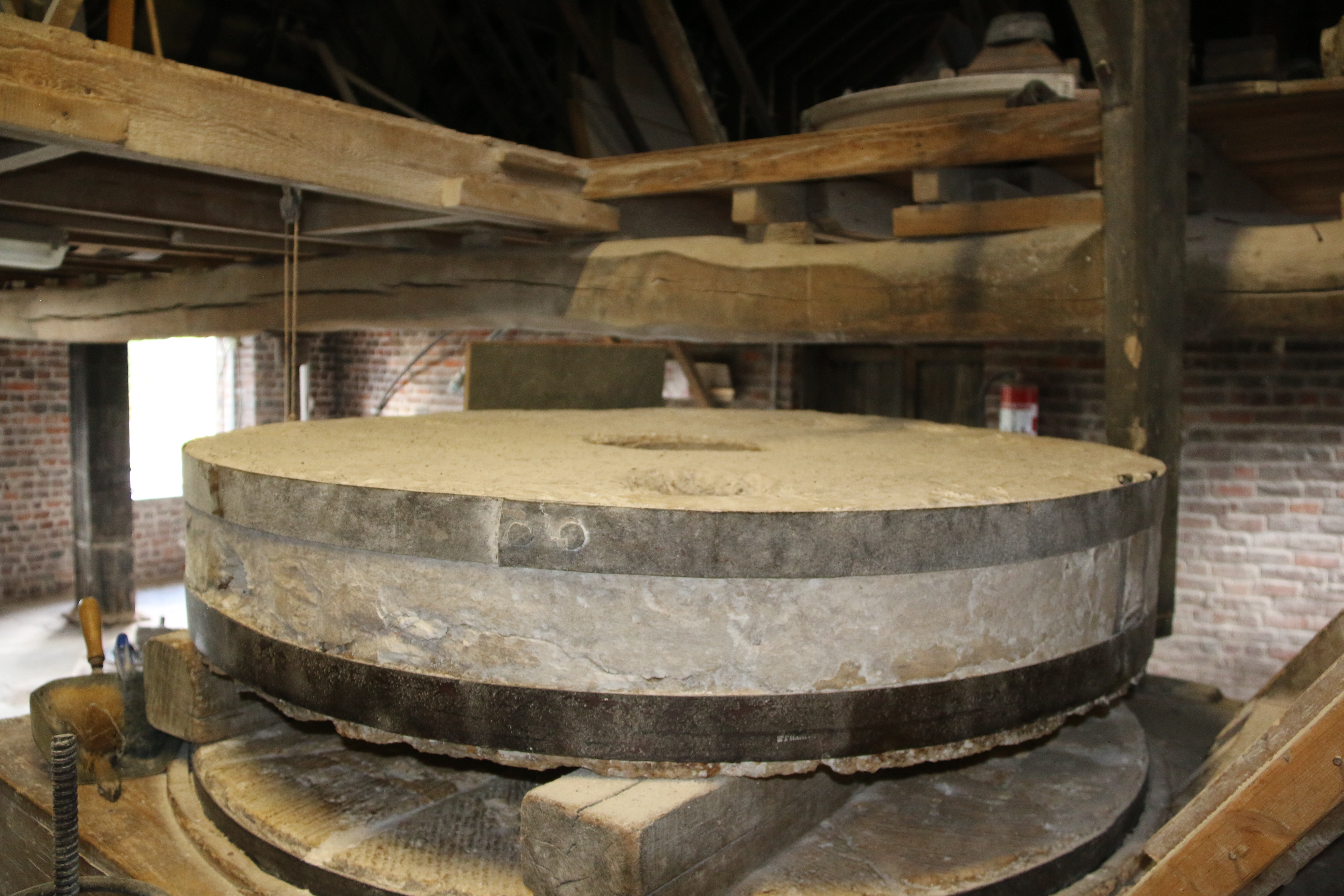
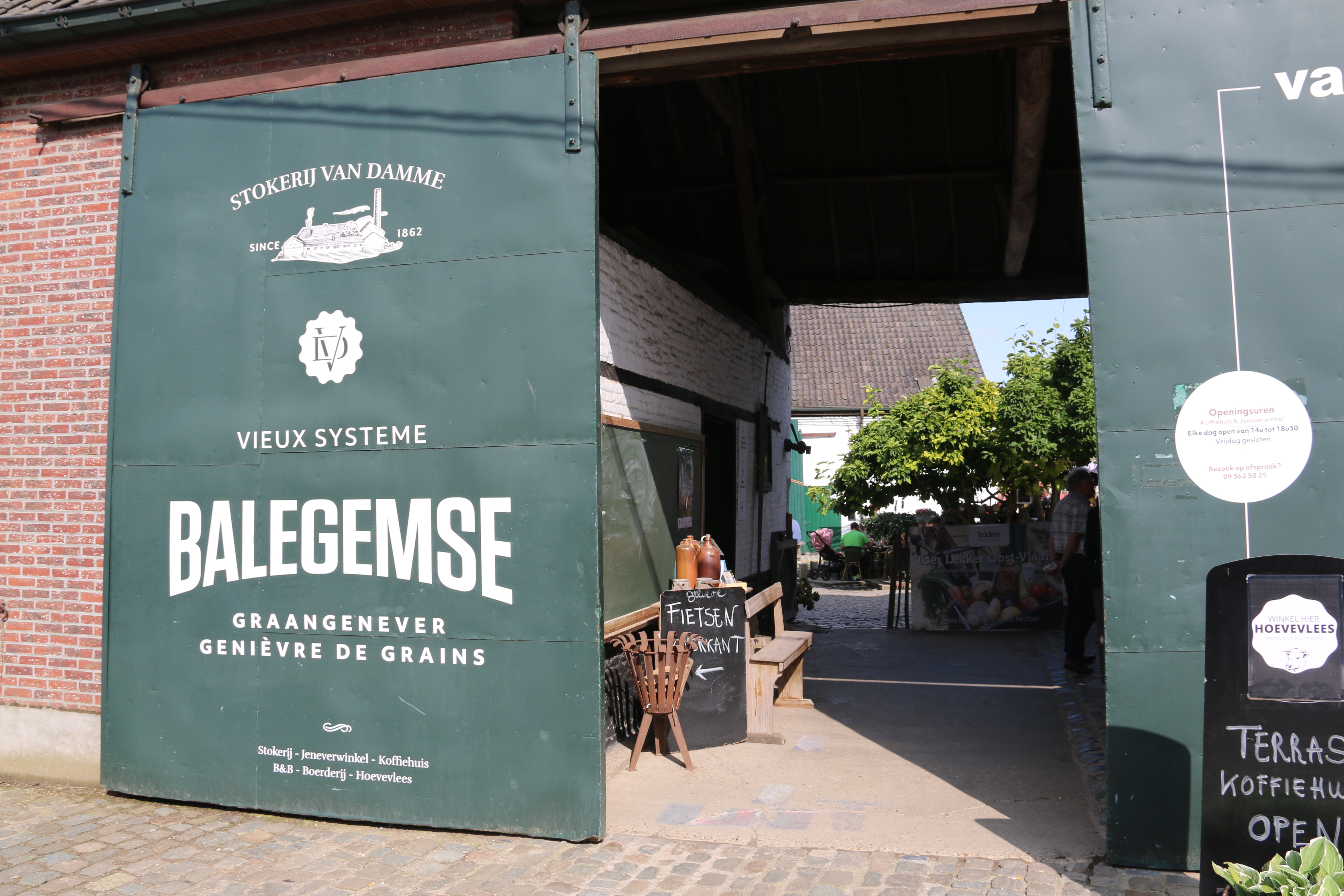
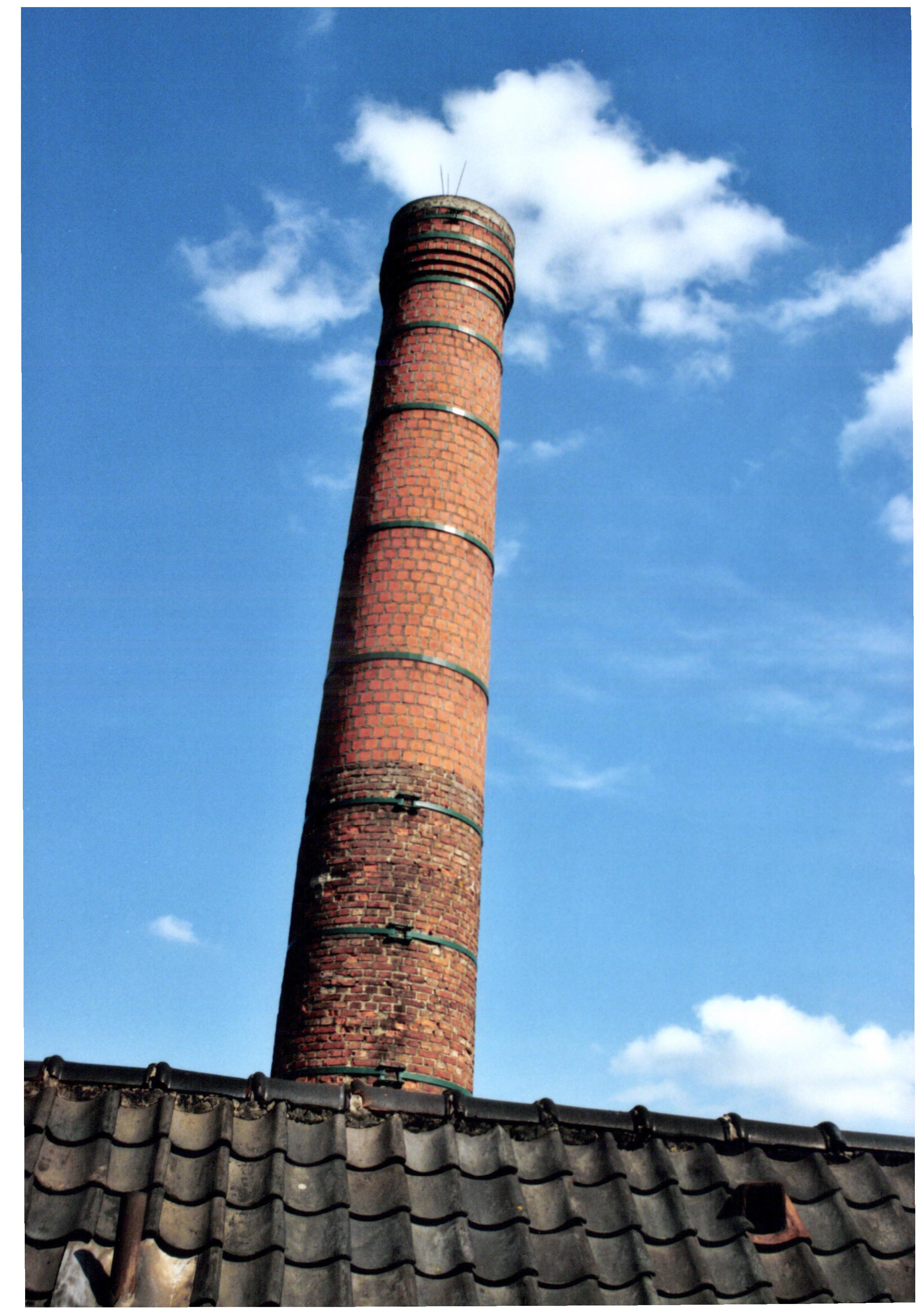
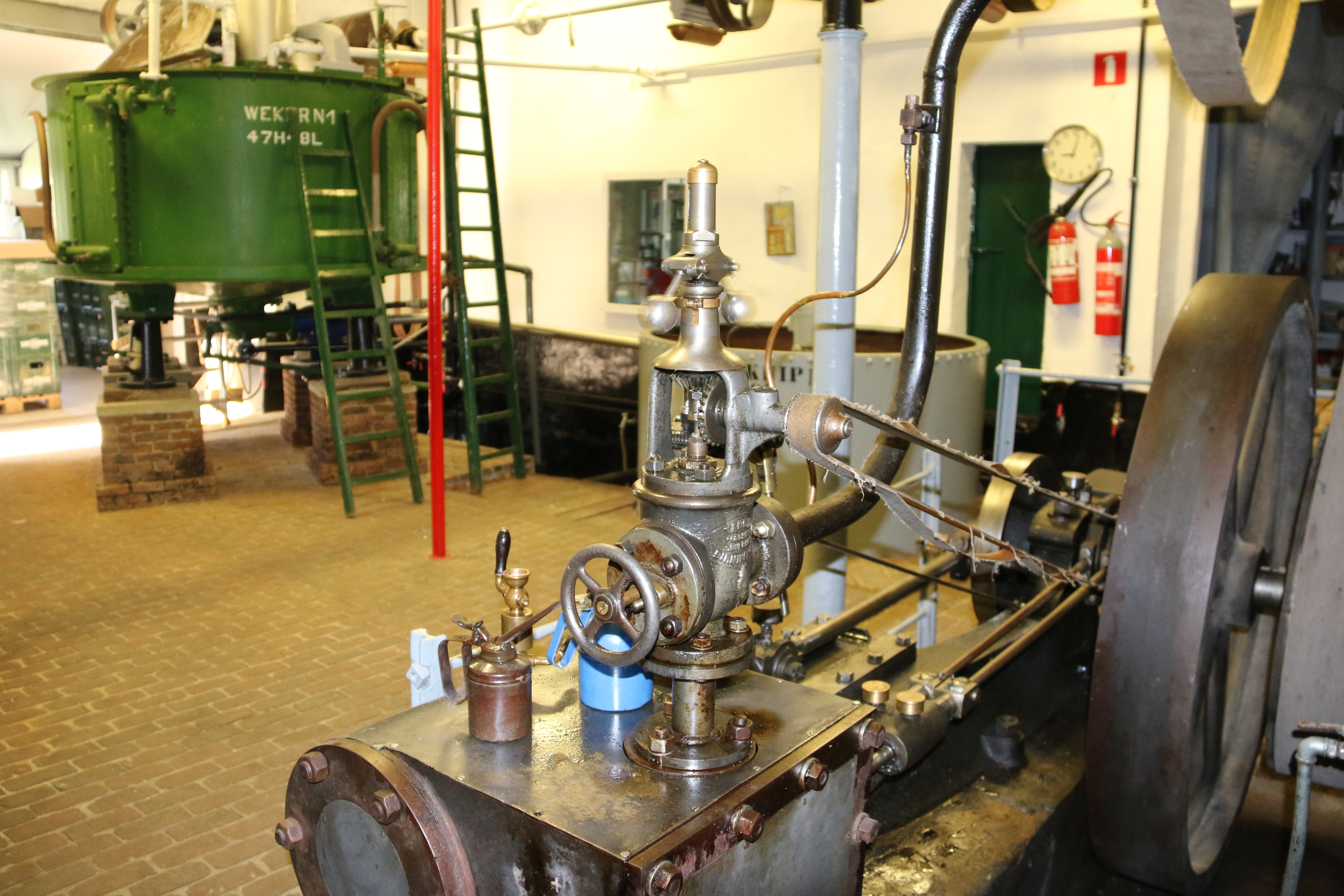